# HC Martigny (2025)
Der HC Martigny ist ein Schweizer Eishockeyclub aus Martigny im Kanton Wallis, der ab der Saison 2025/26 in der viertklassigen 1. Liga antritt.

## Geschichte
Der Verein entstand 2018 aus der Fusion des Sion HC, des HC Red Ice und des HC Monthey-Chablais. An Stelle des HC Red Ice trat der HC Valais-Chablais Futur II. Dieses Team, welches seine Spiele vorwiegend in Sion austrägt, trat in der 1. Liga an. Ab der Saison 2019/20 wurde die erste Mannschaft als HCV Martigny und die zweite Mannschaft als HCV Sion bezeichnet.
Im März 2023 realisierte der HCVM den Aufstieg in die Swiss League durch einen Finalsieg über den EHC Thun.

### Saison 2022/23
Der HCV Martigny beendete die Qualifikation auf dem 4. Platz. Im Playoff-Viertelfinale trafen die Walliser auf den SC Lyss (3:0), im Playoff-Halbfinale auf den EHC Arosa (3:0) und im Playoff-Finale gegen den EHC Thun. Diese Serie entschieden die Unterwalliser ebenfalls für sich (3:2) und stiegen unter dem Trainer Daniele Marghitola in die Swiss League auf.

### Ab der Saison 2023/24
Mit dem Cheftrainer Anders Olsson startete das Team positiv in die Saison. Nach neun Spielen belegte die Mannschaft überraschend den vierten Platz vor den beiden Kantonsrivalen EHC Visp und HC Sierre. Die weiteren Meisterschaftsspiele waren eher mittelmässig, weshalb man bis zum letzten Spiel um die Playoffs kämpfen musste. Da aber die Unterwalliser im letzten und wichtigsten Spiel der Saison gegen das Schlusslicht Bellinzona Rockets verloren, wurden die Playoffs um zwei Punkte verpasst.
Aufgrund von finanziellen Gründen sowie einer fehlenden infrastrukturellen Perspektive wurde im März 2024 ein freiwilliger Abstieg in die MyHockey League bestätigt.
Auch in der drittklassigen MyHockey League konnte sich der Club nicht halten, sodass im Juni 2025 aus finanziellen Gründen ein weiterer Abstieg erfolgte. Die Walliser beabsichtigten einen Neuanfang in der viertklassigen 1. Liga. Zudem tritt die Mannschaft fortan unter dem Namen HC Martigny in Erscheinung.